# Alfa Lacertae
α Lacertae è la stella più luminosa, come magnitudine apparente, della costellazione della Lucertola, situata nella parte settentrionale della costellazione.
Si tratta di una stella bianca di sequenza principale con una massa poco più del doppio di quella solare e 28 volte più luminosa, ruota su sé stessa in sole 17 ore ed è la componente primaria di una binaria ottica denominata ADS 16021, la cui compagna ha magnitudine 11,8, separata dalla primaria di 36,3 secondi d'arco apparenti, con un angolo di posizione di 299° e distante ben 2700 anni luce.